# Klasické Higgsovo pole
Spontánní narušení symetrie, vakuové Higgsovo pole a jeho přidružená základní částice Higgsův boson, jsou kvantové jevy. Vakuové Higgsovo pole je zodpovědné za spontánní narušení kalibrační symetrie základních interakcí a poskytuje Higgsův mechanismus pro generování hmotnosti elementárních částic.
Ve stejné době klasická kalibrační teorie připouští komplexní geometrickou formulaci, kde jsou kalibrační pole zastoupena propojením na hlavních svazcích. V tomto rámci je spontánní narušení symetrie charakterizováno jako snížení struktury grupy {\displaystyle G} hlavního svazku {\displaystyle P\to X} k jeho uzavřené podgrupě {\displaystyle H}. Je dobře známa věta, že takové snížení se koná tehdy a jen tehdy, když existuje globální sekce {\displaystyle h} kvocientu svazku {\displaystyle P/G\to X}. Tato část je považována za klasické Higgsovo pole.
Klíčovým bodem je, že existuje kompozitní svazek {\displaystyle P\to P/G\to X} kde {\displaystyle P\to P/G} je hlavní svazek se strukturou grupy {\displaystyle H}. Pak pole hmoty, která mají přesnou symetrii grupy {\displaystyle H} v přítomnosti klasického Higgsova pole jsou popsány v oddílech některých kompozitních svazků {\displaystyle E\to P/G\to X} kde {\displaystyle E\to P/G} je nějakým souborem svazku podle {\displaystyle P\to P/G}. Tento Lagrangián těchto hmotných polí je kalibračně invariantní pouze pokud je faktorizovatelný přes vertikální kovariantní diferenciál nějakého spojení na hlavní svazek {\displaystyle P\to P/G}, ale ne na {\displaystyle P\to X}.
Příklad klasického Higgsova pole je klasické gravitační pole označené pseudo-Riemannovou metrikou na svět potrubí {\displaystyle X}. V rámci kalibrační teorie gravitace, je to popsáno jako globální sekce kvocientu svazku {\displaystyle FX/O(1,3)\to X} kde {\displaystyle FX} je hlavní svazek tečných {\displaystyle X} se strukturou grupy {\displaystyle GL(4,\mathbb {R} )}.